# Eguchipsammia
Eguchipsammia es un género de corales perteneciente a la familia  Dendrophylliidae, orden Scleractinia. 
Posee esqueleto externo compuesto de carbonato cálcico, pero sus especies no poseen zooxantelas, las algas simbiontes que conviven con la mayoría de los corales del orden Scleractinia.

## Especies
Este género contiene las siguientes especies:
- Eguchipsammia cornucopia. (Pourtalès, 1871)
- Eguchipsammia fistula. (Alcock, 1902)
- Eguchipsammia gaditana. (Duncan, 1873)
- Eguchipsammia japonica. (Rehberg, 1892)
- Eguchipsammia serpentina. (Vaughan, 1907)
- Eguchipsammia strigosa. Cairns, 2000
- Eguchipsammia wellsi. (Eguchi, 1968)

## Morfología
El género forma pequeñas colonias yacentes, sin fijar al sustrato, a partir de un coralito axial predominante, y conformadas por reproducción extratentacular. Los coralitos primarios alcanzan unos 5,1 mm de diámetro calicular, y los secundarios 2,5 mm;  carecen de lóbulos paliformes y tienen la columela esponjosa. El teca, o muro exterior, es poroso. Los septa están dispuestos hexameralmente en 3 o 4ciclos, y suelen ser 24 o 36. Los costa son muy finos y tienen un ancho de unos 0,3 mm.
El tejido que recubre el esqueleto, el coenosteum, así como el disco oral, es de color amarillo-naranja o rosa. 
Los tentáculos de sus pólipos presentan células urticantes, denominadas nematocistos, empleadas en la caza de presas de zooplancton. 

## Alimentación
Al no poseer zooxantelas, se alimentan exclusivamente del plancton que capturan con sus tentáculos durante la noche, y de materia orgánica disuelta en el agua. 

## Reproducción
Producen larvas pelágicas nadadoras, tras fertilizar externamente los huevos. Las larvas deambulan por la columna de agua, normalmente en un área próxima, antes de metamorfosearse en pólipos que se adhieren al sustrato y generan un esqueleto, o coralito. Posteriormente se reproducen asexualmente, dando origen a la nueva colonia.

## Hábitat y distribución
El género puede ser encontrado en aguas subtropicales y tropicales. Se distribuye en el Indo-Pacífico y el Atlántico.
Su rango de profundidad es de 18 a 8.000 m, y el de temperatura entre 3.85 y 27.59 °C.
Suele encontrarse en sustratos rocosos, adherido a rocas o esqueletos de corales. Tanto expuesto a fuertes corrientes, como en aguas tranquilas.